# Markelosebroek
Markelosebroek is een buurtschap in de gemeente Hof van Twente in de Nederlandse provincie Overijssel. Het ligt in het uiterste westen van de gemeente, vijf kilometer ten westen van Markelo. De hier staande 148 meter hoge communicatietoren Markelo werd in 1958 gebouwd. Bij Markelosebroek mondt de Bolksbeek uit in de Schipbeek.
Hoofdplaats: Goor      Stadjes: Delden · Diepenheim

Dorpen: Bentelo · Hengevelde · Markelo

Buurtschappen: Achterhoek · Azelo (deels) · Beusbergen · De Ha · Deldenerbroek (deels) · Deldeneresch · Dijkerhoek · Elsen · Elsenerbroek · Herike · Kerspel Goor · Markelosebroek · Markvelde · Pothoek · Schoolbuurt · Stokkum · Wiene · Zeldam

Voormalige gemeenten: Diepenheim · Goor · Markelo · Delden (Stad · Ambt)

Overijssel · Steden en dorpen in Overijssel      Nederland · Provincies · Gemeenten